# Everything in the End
Everything in the End ist ein Filmdrama von Mylissa Fitzsimmons.

## Handlung
Als der aus Portugal stammende Paolo gemeinsam mit dem Rest der Welt erfährt, dass die Erde in wenigen Tagen aufhören wird zu existieren, reist er nach Island, wo er in einem kleinen Dorf unterkommt. Er wandert durch die atemberaubende Landschaft und trifft dabei Menschen, die wie er selbst die letzten Stunden ihres Lebens an diesem traumhaften Ort verbringen wollen.

## Produktion
Mylissa Fitzsimmons gab mit Everything in the End ihr Regiedebüt bei einem Spielfilm und schrieb auch das Drehbuch. Sie arbeitete für den Film mit professionellen und nicht professionellen Schauspielern zusammen, die teils nach Drehbuch, teils nicht nach Drehbuch agierten, dies in verschiedenen Sprachen.
Hugo de Sousa spielt in der Hauptrolle Paulo. Er wurde in Nordportugal geboren und zog nach dem Abschluss seines Studiums nach New York, wo er eine Schauspielschule unter der Leitung von Carol Rosenfeld besuchte. Sein Theaterdebüt gab er im Off-Off-Broadway-Stück Rooms in einer Inszenierung von Michael Blake. Sein Spielfilmdebüt gab er in We Used to Know eachother von Robert G. Putka.
Mylissa Fitzsimmons drehte den Film Ende 2019 an 12 Tagen mit einer fünfköpfigen Crew in Island. Als Kameramann fungierte Todd Hickey.
Die Premiere erfolgte am 5. März 2021 beim virtuellen Portland International Film Festival. Ebenfalls im März 2021 wurde der Film beim Cinequest Film Festival gezeigt, im April 2021 beim Florida Film Festival.

## Auszeichnungen
Florida Film Festival 2021
- Nominierung für den Grand Jury Award	– Best Narrative Feature (Mylissa Fitzsimmons)

Sun Valley Film Festival 2021
- Auszeichnung mit dem Publikumspreis als Bester Spielfilm (Mylissa Fitzsimmons und Brenden Hubbard)[4]